# Pugnaso
Pugnaso is een monotypisch geslacht van straalvinnige vissen uit de familie van zeenaalden en zeepaardjes (Syngnathidae).

## Soort
- Pugnaso curtirostris (Castelnau, 1872)